# Antheua ochriventris
Antheua ochriventris är en fjärilsart som beskrevs av Embrik Strand 1912. Antheua ochriventris ingår i släktet Antheua och familjen tandspinnare. Inga underarter finns listade i Catalogue of Life.